# Friedrich von Pflaum
Friedrich Pflaum, seit 1902 Ritter von Pflaum (* 3. März 1852 in Ingolstadt; † 21. April 1919 in München), war ein bayerischer General der Infanterie sowie seit 1909 Reichsrat der Krone Bayerns.

## Leben

### Familie
Friedrich war ein Sohn des bayerischen Feldwebels Lorenz Pflaum und dessen Ehefrau Theres, geborene Leindl. Aus seiner 1883 mit Ida Ortmann geschlossenen Ehe gingen zwei Töchter hervor.

### Militärkarriere
Nach dem Besuch des Humanistischen Gymnasium trat Pflaum 1871 zunächst als Freiwilliger Gemeiner in das 13. Infanterie-Regiment „Kaiser Franz Joseph von Österreich“ der Bayerischen Armee in seiner Heimatstadt ein und avancierte bis Mitte Oktober 1874 zum Sekondeleutnant. Ab 1877 diente er als Bataillonsadjutant und absolvierte 1880/83 die Kriegsakademie in München, die ihm die Qualifikation für den Generalstab, die Höhere Adjutantur und das Lehrfach aussprach. Aufgrund seiner Leistungen wurde er König Ludwig II. für „besondere Berücksichtigung“ namentlich gemacht.
Unter Beförderung zum Premierleutnant folgte 1884/86 seine Kommandierung als Adjutant der 4. Infanterie-Brigade. Anschließend trat Pflaum kurzzeitig in den Truppendienst zurück, wurde zum Generalstab kommandiert und Mitte November 1887 für die Dauer von einem Jahr zur Dienstleistung zum Kriegsministerium beordert. Unter Stellung à la suite des 12. Infanterie-Regiments folgte am 31. Oktober 1888 seine Ernennung zum Adjutanten des Kriegsministers Adolf von Heinleth. Pflaum avancierte Mitte Februar 1889 zunächst ohne Patent zum Hauptmann und wurde Ende Oktober unter Belassung in seiner Funktion à la suite des Generalstabes gestellt. Am 24. Mai 1890 wurde er von seiner Stellung enthoben und in den etatmäßigen Etat des Generalstabes versetzt. Anfang Juni 1891 erfolgte seine Kommandierung zum Gouvernement der Festung Ingolstadt und Anfang Oktober 1894 kehrte er mit der Beförderung zum Major in den Generalstab zurück. Von dort wurde er am 23. Juli 1895 bis auf weiteres zur Dienstleistung zum Kriegsministerium kommandiert und ein Jahr später unter Stellung à la suite des Generalstabes hierher versetzt. Zugleich war Pflaum als Mitglied zur Oberexaminationskommission für Kandidaten des höheren Militärverwaltungsdienstes kommandiert. Ende September 1897 trat er mit der Ernennung zum Bataillonskommandeur im 2. Infanterie-Regiment „Kronprinz“ kurzzeitig in den Truppendienst zurück. Unter Beförderung zum Oberstleutnant wurde Pflaum Mitte August 1898 in die Zentralstelle des Generalstabes versetzt. Daran schloss sich ab Mitte Februar 1899 eine Verwendung zunächst als Chef der Militär-Ökonomie-Abteilung, dann der Abteilung für Allgemeine Armee-Angelegenheiten im Kriegsministerium an und Mitte August 1900 stieg er zum Oberst auf.
Durch „Allerhöchstes Handschreiben“ vom 21. Oktober 1901 anlässlich des Namensfestes von Prinzregent Luitpold erhielt Pflaum das Ritterkreuz des Verdienstordens der Bayerischen Krone. Damit verbunden war die Erhebung in den persönlichen Adelsstand und er durfte sich nach der Eintragung in die Adelsmatrikel am 13. Januar 1902 „Ritter von Pflaum“ nennen.
Vom 8. Juni 1902 bis zum 22. Oktober 1903 war er Kommandeur des 3. Infanterie-Regiments „Prinz Karl von Bayern“ in Augsburg und übernahm anschließend als Generalmajor die 12. Infanterie-Brigade in Regensburg. Mit der Beförderung zum Generalleutnant erhielt er am 13. Oktober 1906 das Kommando über die übergeordnete 6. Division. Unter Verleihung des Militärverdienstordens I. Klasse wurde Pflaum am 6. August 1909 in Genehmigung seines Abschiedsgesuches mit der gesetzlichen Pension zur Disposition gestellt.
Nach seiner Verabschiedung ernannte ihn Prinzregent Luitpold am 21. Dezember 1909 zum lebenslänglichen Mitglied der Kammer der Reichsräte Bayerns und verlieh ihm am 3. März 1910 den Charakter als Generals der Infanterie.
Mit Ausbruch des Ersten Weltkriegs wurde Pflaum als z.D.-Offizier wiederverwendet und war Kommandierender General des stellvertretenden Generalkommandos des II. Armee-Korps in Würzburg. In dieser Stellung erhielt er beide Klassen des Eisernen Kreuzes. Die Verbündeten Österreicher würdigten ihn mit dem Orden der Eisernen Krone I. Klasse mit der Kriegsdekoration und das Osmanische Reich mit dem Eisernen Halbmond sowie der Liakat-Medaille in Silber mit Säbeln. Unter Stellung à la suite des 3. Infanterie-Regiments „Prinz Karl von Bayern“ wurde Pflaum am 14. Juni 1917 von seiner Stellung enthoben.

## Weblink
- Pflaum, Friedrich Ritter von. In: Haus der Bayerischen Geschichte. Geschichte des Bayerischen Parlaments seit 1819.